# Bruce Shand
Major Bruce Middleton Hope Shand MC and bar (22. januar 1917 i London – 11. juni 2006 i Stourpaine, Dorset) var en officer i den britiske hær. 
Bruce Shand er bedst kendt som far til Camilla, dronning af Storbritannien. Hun er den anden hustru til den britiske konge Charles 3. af Storbritannien.

## 2. verdenskrig
Bruce Shand tilhørte en lavadelig familie (the gentry). Han var officer i den britiske hær fra 1937 til 1947. I 1940 deltog han i kampene i Frankrig. I 1942 var han med ved el-Alamein. Han blev taget til fange af tyskerne, og frem til 1945 sad han i en krigsfangelejr i Spangenberg i Schwalm-Eder-Kreis i det nordøstlige Hessen.
- Våben for Camilla, hertuginde af Cornwall. Venstre del af skjoldet repræsenterer fyrsten af Wales, men højre del repræsenterer Familien Shand
- Camilla, hertuginde af Cornwalls store våben

## Familie
Den 2. januar 1946, giftede han sig med den ærede Rosalind Maud Cubitt (1921–1994). Hun var datter af den 3. baron Ashcombe og Sonia Rosemary Keppel. 
Parret fik to døtre og én søn:
- Camilla (født 1947), gift med den britiske konge Charles 3. af Storbritannien.
- Annabel (født 1949).
- Mark (1951–2014).[3]